# Páscal
El páscal es un pipián de origen prehispánico y con multitud de variantes, típico de la Región huasteca de Veracruz, pero también de la Sierra norte de Puebla y de algunas zonas del estado de Hidalgo. 
Los pipianes son un tipo de salsa o guiso similar al mole pero más sencillos y elaborados principalmente con semillas, como sésamo y pepita de calabaza, y ya eran mencionados en la obra Historia general de las cosas de la Nueva España (Códice Florentino) de Fray Bernardino de Sahagún, creado entre los años 1540 y 1585. 
Existen muchas recetas de páscal; generalmente todas usan sésamo y uno o varios tipos de chile seco. Los chiles suelen ser ancho, guajillo y/o chipotle. Comúnmente se incluyen también pepitas, y a veces cacahuates, hierbabuena y/o cilantro. Todos los ingredientes del páscal se muelen y queda una salsa densa o pastosa.
En esta salsa se bañan piezas de carne que generalmente es de algún ave de corral (pollo, guajolote o gallina) o también costilla de res. También hay pascales vegetarianos que incluyen chayote, frijoles o flor de izote. Es acompañado de arroz rojo y huevos duros.
El páscal es representativo de Tantoyuca, Veracruz, y originario de los huastecos. En la vecina Sierra norte de Puebla se usa pepita de calabaza en vez de sésamo. Se consume principalmente en eventos festivos: bautizos, bodas, fiestas e incluso velorios.

## Preparación

### Ingredientes
Pasta o Pipián
- Chile seco
- Sésamo

Caldo
- Pollo, guajolote u otra carne
- Aceite
- Agua
- Cebolla
- Sal
- Hojas de laurel

Acompañamiento
- Arroz rojo
- Huevos

### Preparación
Para la hacer la pasta, se pone a tostar el sésamo y los chiles secos en un comal de barro, por separado, sin llegar a quemarse, posteriormente se muele en metate o molino manual para mezclar los dos ingredientes. 
Para el elaborar el caldo, se hierve la proteína (guajolote o pollo) en un recipiente grande con sal y hojas de laurel (teniendo así ya listo la pasta de sésamo) se agrega al momento de ebullición, se deja reposar por unos minutos a fuego lento (a fuego alto se corta, y coge un color blanquecino).

### Lectura complementaria
- Buenrostro, M., Barros, C. (2012). «Cocina tradicional huasteca (pascal, bocoles, sacahuil…)». Alianza por la salud alimentaria. Consultado el 27 de agosto de 2020.